# Pigs Is Pigs
Pigs Is Pigs er en amerikansk stumfilm fra 1910 af Ashley Miller.

## Medvirkende
- Charles M. Seay
- Miriam Nesbitt
- Augustus Phillips
- Jessie Stevens